# Мимозу-ди-Гояс
Мимозу-ди-Гояс (порт. Mimoso de Goiás) — муниципалитет в Бразилии, входит в штат Гояс. Составная часть мезорегиона Восток штата Гойяс. Входит в экономико-статистический микрорегион Энторну-ду-Дистриту-Федерал. Население составляет 2100 человек на 2006 год. Занимает площадь 1386,910 км². Плотность населения — 1,5 чел./км².

## Статистика
- Валовой внутренний продукт на 2003 год составляет 16 390 421,00 реалов (данные: Бразильский институт географии и статистики).
- Валовой внутренний продукт на душу населения на 2003 год составляет 6770,10 реалов (данные: Бразильский институт географии и статистики).
- Индекс развития человеческого потенциала на 2000 год составляет 0,664 (данные: Программа развития ООН).